# Школьницы
Школьницы (нем. Schulmädchen) — немецкий комедийный сериал, выходящий в 2004—2005 годы на телеканале RTL. Перед выходом сериала 31 мая 2002 года на телеэкраны вышел также 45-минутный пилотный фильм. В России сериал транслировался телеканалом MTV Russia.

## Сюжет
Сериал рассказывает о повседневных проблемах четырёх старшеклассниц. Лаура недавно переселилась из Пассау в Мюнхен и надеется найти друзей в новой школе. Однако она в первый же день замечает, что все ученики разделены на несколько групп. Самая популярная в школе группа состоит из трёх закадычных подруг — Стеллы, Лилли и Кары. Лаура во что бы то ни стало решает войти в эту группу к самым популярным девчонкам в школе.

## В главных ролях
- Брите Вольтер — Лаура Хеллер
- Симоне Ханзельман — Стелла Моргенрот
- Лаура Оссвальд — Кара де Бони
- Джессика Франц — Лили Франк (в пилотном фильме)
- Саския де Ландо — Лили Франк (в 1 сезоне)
- Мари Рёнебек — Лили Франк (во 2 сезоне)

## Список эпизодов

### Сезон 1
| Эпизод    | Оригинальное название   | Перевод названия     | Дата премьеры |
| --------- | ----------------------- | -------------------- | ------------- |
| 1х00 (01) | Pilot                   | Пилотный фильм       | 31.03.2002    |
| 1х01 (02) | Größer ist besser       | Больше значит лучше  | 30.01.2004    |
| 1х02 (03) | Der Duft der Frauen     | Запах женщин         | 06.02.2004    |
| 1х03 (04) | Drei sind einer zu viel | Трое — это уже много | 13.02.2004    |
| 1х04 (05) | Ruf! Mich! An!          | По-зво-ни!           | 20.02.2004    |
| 1х05 (06) | Die Qual der Wahl       | Муки выбора          | 27.02.2004    |
| 1х06 (07) | Der Käfermann           | Человек-жук          | 27.02.2004    |

### Сезон 2
| Эпизод    | Оригинальное название   | Перевод названия                  | Дата премьеры |
| --------- | ----------------------- | --------------------------------- | ------------- |
| 2x01 (08) | Die Schulmutti          | Школьная мамочка                  | 29.07.2005    |
| 2x02 (09) | Chromosom XY ungelöst   | Хромосома XY не разгадана         | 29.07.2005    |
| 2x03 (10) | Poolboys & Sextoys      | Бассейные мальчики и секс-игрушки | 05.08.2005    |
| 2x04 (11) | Geiz ist geil           | Жадность — это круто              | 05.08.2005    |
| 2x05 (12) | Hilfe, ich bin lesbisch | Помогите, я лесбиянка!            | 12.08.2005    |
| 2x06 (13) | Teppichluder            | Teppichluder                      | 12.08.2005    |
| 2x07 (14) | Method Acting           | Method Acting                     | 19.08.2005    |
| 2x08 (15) | Sexdiät                 | Секс-диета                        | 12.08.2005    |

## Критика сериала
Сериал резко критиковался Немецким Союзом филологов и бывшим министром культуры Баварии Моникой Хольмайер как «безвкусный», «бездарный» и «примитивный».